# Trogoderma asperatum
Trogoderma asperatum is een keversoort uit de familie spektorren (Dermestidae). De wetenschappelijke naam van de soort werd in 1903 gepubliceerd door Charles Adolphe Albert Fauvel.